# 克里斯特爾鎮區 (密歇根州)
克里斯特爾鎮區（英語：Crystal Township）是位於美國密歇根州蒙卡爾姆縣的一個行政鎮區。

## 地方資料
克里斯特爾鎮區的面積為92.70平方千米，當中陸地面積為88.00平方千米，而水域面積為4.70平方千米。根據2020年美國人口普查的數據，當地共有人口2619人，而人口密度為每平方千米28.25人。